# Joe Walsh

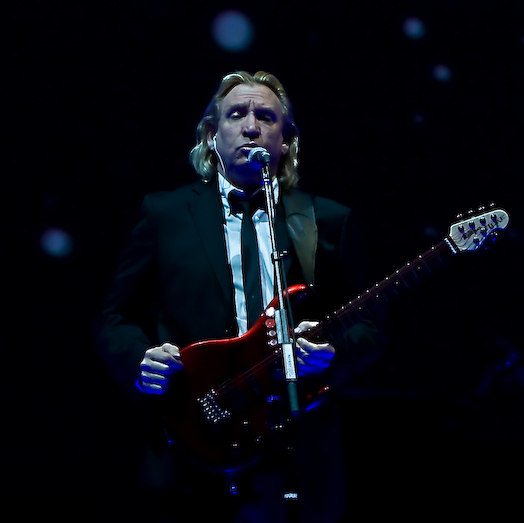
Joe Walsh med Eagles 2008.

Joseph Fidler "Joe" Walsh, född 20 november 1947 i Wichita, Kansas, är en amerikansk rockmusiker, gitarrist och sångare. Han är känd både som soloartist och som medlem av grupperna James Gang och Eagles.

## Karriär
Joe Walsh spelade med gruppen James Gang mellan 1968 och 1972, innan han inledde en solokarriär.
1972 solodebuterade Walsh med albumet Barnstorm. Bandet, som bestod av Joe Vitale (trummor) och Kenny Passareli, hette också Barnstorm. 1973 kom det verkliga kommersiella genombrottet med The Smoker You Drink, the Player You Get, innehållande bland annat hitsingeln "Rocky Mountain Way". Albumet hamnade på sjätte plats på Billboard och Joe Walsh erhöll sin första guldskiva som soloartist. Bandet utökades med keyboardisten Rocky Grace som snart lämnade gruppen. 
Hans treåriga dotter omkom 1974 i en bilolycka på väg till förskolan och Walsh släppte i december 1974 studioalbumet So What med en hyllning till henne, "Song For Emma". Bandet Barnstorm var nu upplöst men Vitale medverkar på en del spår på So What. 
Ett livealbum, You Can't Argue With a Sick Mind, spelades in 1976 med ett allstar-band innehållande Don Felder (Eagles), Jay Ferguson (Spirit och Jo Jo Gunne), Dave Mason (Traffic) och Andy Newmark (Roxy Music). Don Henley och Glenn Frey gästade på låten "Help Me Trough the Night". Senare 1976 värvades Joe Walsh till rockgruppen Eagles som ersättare för gitarristen Bernie Leadon. Hans första album med gruppen var Hotel California från samma år. Albumet skulle komma att bli deras mest framgångsrika studioalbum. Eagles turnerar cirka två år innan man börjar med skivan The Long Run.
1978 fick Joe Walsh sin största hit som soloartist, "Life's Been Good to Me So Far" (där han driver med sig själv och den rockstjärna han blivit), och sitt mest sålda album But Seriously Folks, producerat av Bill Szymczyk. But Seriously Folks blev en förlängning på det studiojobb som Eagles lagt ner på Hotel California. Alla från Eagles medverkar på albumet och Glenn Frey har arrangerat alla körer. "Life's Been Good to Me So Far" nådde en tolfteplats på Billboard. Albumet hamnade på åttonde plats och gav Joe Walsh hans första och enda platinaskiva.
Walshs låt "In the City" fanns 1979 med på soundtracket till filmen The Warriors. Låten spelades också in av Eagles till The Long Run, som gavs ut samma år. 1980 får Walsh en hit med låten "All Night Long" från filmen Urban Cowboy.
När Eagles upplöstes 1980 fortsatte Walsh sin solokarriär. 1981 kom albumet There Goes the Neighborhood och 1983 You Bought It You Name It. Senare samma år blir Joe Walsh erbjuden att vara supporting act för Stevie Nicks band. Han inleder 1984 ett förhållande med Nicks som varar i drygt två år. Under 1989 turnerade Walsh med Ringo Starrs All-Starr Band.
Walsh återförenades med Eagles inför 1994 års Hell Freezes Over. 2012 gav han ut sitt första soloalbum på 20 år, Analog Man, producerat av Jeff Lynne.

## Övrig aktivitet
Joe Walsh har två gånger bedrivit valkampanj för att bli USA:s president. Första gången var 1980 med vallöftet "Free money to everyone". Andra gången var 1992 som vicepresident, "Free gas to everyone", men utan några större framgångar. 
Joe Walsh är aktiv radioamatör och innehar den högsta licensklassen i USA, Extra Class, med anropssignalen WB6ACU. Han har bland annat skänkt en signerad gitarr till USA:s organisation för radioamatörer, ARRL. Han visar också upp hobbyn i skolor och tidskrifter och är på så sätt ambassadör för amatörradio.

## Diskografi
Soloalbum
- 1972 – Barnstorm
- 1973 – The Smoker You Drink, the Player You Get
- 1974 – So What
- 1976 – You Can't Argue with a Sick Mind (live)
- 1978 – But Seriously Folks
- 1981 – There Goes the Neighborhood
- 1983 – You Bought It – You Name It
- 1985 – The Confessor
- 1987 – Got Any Gum?
- 1991 – Ordinary Average Guy
- 1992 – Songs for a Dying Planet
- 2012 – Analog Man